# Терри, Томас
Томас Терри (24 февраля 1808, Каракас, Венесуэла — 5 июля 1886, Париж, Франция) — кубинский бизнес-магнат, работорговец.

## Биография
Семья Терри имеет ирландское происхождение. После установления в Ирландии власти Кромвеля семья Терри покинула родной город Корк и отправились в католические страны. В начале они жили в Испании, Франции и государствах итальянского полуострова. Из Испании семья Терри смогла наладить успешную торговлю с Индией, а 8 сентября 1729 года Джилермо Терри был приглашен в Орден Сантьяго и получил титул маркиза ла Канады.
Томас Терри поднялся на работорговле. Первые 10 тысяч долларов он заработал, покупая больных рабов, вылечивая их и перепродавая втридорога. Терри купил сахарный завод в Каракасе за 23 тысячи долларов и модернизировал его. Завод стал первым на Кубе, использующим электричество.
Впоследствии Томас Терри работал в разных сферах и получил прозвище «кубинский Крёз».
Состояние Терри стало одним из крупнейших в мире: чистая стоимость активов составила около 725 000 долларов в 1851 году, 3 090 000 долларов в 1860 году, 7 890 000 долларов в 1870 году, 13 760 000 долларов в 1880 году и более 25 000 000 долларов на момент его смерти в 1886 году, которая произошла в Париже. Терри был похоронен на кладбище Пер-Лашез.